# Episcada joiceyi
Episcada joiceyi är en fjärilsart som beskrevs av William James Kaye 1918. Episcada joiceyi ingår i släktet Episcada och familjen praktfjärilar. Inga underarter finns listade i Catalogue of Life.